# 開発学
「開発学」（かいはつがく、英語: development studies、フランス語: l'Étuide de Développement）あるいは「国際開発学」はイギリスで発祥した、国外・国内の経済、社会、環境等にかかわる多様で複雑な開発課題を解決するため、経済学、政治学、法学、社会学、教育学、文化人類学、医学・保健学、工学、理学、農学等の学問体系を学際的に駆使して研究する学問である。
古典的には途上国の貧困や開発援助に関する学問とされてきた。しかし、近年、「人間の安全保障」(Human Security)や「持続可能な開発目標」(Sustainable Development Goals:SDGs)が提唱され、途上国のみならず先進国を含む、地球社会全体の開発課題にを研究する学問として発展している。特に2015年に国連総会で採択された「我々の世界を変革する：持続可能な開発のための2030アジェンダ(Transforming Our WorLE: 2030 Agenda for Sustainable Development. A/RES/70/1）、およびここ含まれる持続可能な開発目標（SDGs）には、貧困削減をはじめとする17の目標が、地球社会全体として取り組むものであることが明記されている。この点、もっぱら途上国開発のみを対象としたミレニアム開発目標(Millennium Development Goals:MDGs)と大きく異なる。壮大な地球的問題に取り組むため、さまざまな既存の学問によるアプローチがあり、その総体がひとつの「開発学」「国際開発学」を形成している。
なお、類似語である「国際協力」は確立した学問分野としては存在しない。開発学の変遷やプローチは、例えば以下のようなものがある。

## 開発学・国際開発学の変遷
- 第1期：経済開発
- 第2期：社会開発・人間開発
- 第3期：持続可能な開発（SD：sustainable development）
- 第4期：人間の安全保障論と開発

国際開発学の登場は、社会科学の中では比較的新しく、第二次世界大戦後と言われている。
冷戦初期に欧州・トルコ・ギリシアに対して行われた経済援助（それぞれマーシャル・プラン、トルーマン・ドクトリン）に「開発政策」の初期形態が見て取れる。重要なことは、開発は「第三世界に対する営為」とは限らない点である。例えば、東欧諸国やロシアなど、欧州にありながらイギリス・フランス・ドイツに比べて後進地域となっている国々に対しては、先進西欧諸国やアメリカ合衆国は開発援助を行ってきた。また、もちろん南半球に集中する多くの国々（特にアフリカ諸国）に対しては、世界銀行・IMFといった国際機関が中心となって開発援助を行ってきた。この段階での重要な国際開発学のテーマは「経済開発」にあった。つまり、「国民1人当たりGDP／GNP／NNP」の増加を目指すなど、ある国のマクロ経済の発展と拡大を目指すことが途上国の開発につながるという考え方である。ここでは開発経済学的視座に根ざした開発政策・金融政策が世界銀行・IMFを中心に採られることになる。
経済開発が進むにつれて、その成果が疑問視される時代に入る。1980年代に入ると、世銀・IMFを中心とした[構造調整プログラム]が行き詰まったり、もともと経済的潜在能力は日本と同等とされていたメキシコを始めとするラテンアメリカ諸国は対外累積債務に悩まされるようになって経済的に困窮した。また、1997年にタイバーツを中心に起こったいわゆるアジア金融危機も、経済開発の行き詰まりを象徴する1つの出来事となった。
このころ、開発経済学外部，特に社会学の識者から、「経済開発がうまく進まない、あるいは進行していたものが頓挫してしまうのは、経済発展に必要な社会的インフラの欠乏にある」とする主張から、新たに社会開発という概念が提示され始める。社会制度や共同体形態、道路などの公共財といった社会的インフラを整備することが経済開発のためにも必要とされた。
社会開発の具体的領域は，社会的に教育と保健を充実させることにある。また、国際連合開発計画 (UNDP) が1990年以降発行している「人間開発報告書」のタイトルにも示されているように、人間開発という概念も提示されている。社会開発と人間開発は、ほぼ類似した概念として語法レベルでは用いられている。
一方、開発の裏側にある環境との関係も環境学者とのインターディシプリナリーな研究がなされている。
また、21世紀の戦争主体の変容や国際犯罪、地域紛争、民族紛争、汚職などの問題から、個々の人間をそうした脅威から守る人間の安全保障からみた国際開発学登場している。1994年にUNDPがこの概念を世に広く知らしめたが、人々は開発の過程の中でさらされる各種の危険や欠乏から不自由であってはならず、それを保障するのが開発にとっても不可欠であるという思想である。人間の安全保障論関しては，緒方貞子およびアマルティア・センのUNDPに対する貢献が大きい。

## 開発学・国際開発学のアプローチ
- 歴史的アプローチ：主に経済史や社会史、地域史の視点からのアプローチ。ある地域の経済発展（あるいは経済停滞）の様相を検討する。特に、開発に関しては歴史経路依存性と無縁な開発戦略は、被援助国の人々に対する暴挙となりかねない。また、現在の南北構造の歴史的背景として植民地時代の欧米列強との関係を学ぶことも重要である。こうした観点から、途上国の地域史を描き出すことが重要である。
- 経済学的アプローチ：応用経済学の1つである開発経済学によるアプローチ。貧困を解消するために、具体的な経済指標上の数値・統計を基にして、研究を行う。具体的には、世銀の構造調整プログラムなどに反映されているほか、近年は南アジアを代表例として、ミクロ経済学的裏付けによってマイクロクレジットも成功をしている。
- 社会学的アプローチ：都市社会学・開発社会学といった分野によるアプローチ。経済的要素には必ずしも盛り込まれない社会的要素を対象とし、近年はこの分野から経済開発とは異なる「人間開発」という概念が提唱されている。また、ある開発政策や開発戦略が社会をどのように変化させたか（またはそうでないか）を測るのも社会学的アプローチの特質であり、使命でもある。
- 工学的アプローチ：開発によって貧困解消を図るには、現実的な建物・下水道・公共施設・各種のインフラの整備が必要である。具体的な都市整備などには工学的アプローチが必要である。

## 開発学・国際開発学が学べる大学・大学院（国内）
- 東京大学大学院総合文化研究科国際社会科学専攻国際協力論大講座
- 東京大学大学院総合文化研究科人間の安全保障プログラム
- 東京大学大学院新領域創成科学研究科国際協力論専攻
- 国際大学大学院国際関係学研究科国際開発学プログラム
- 筑波大学大学院スポーツ国際開発学共同専攻
- 横浜国立大学大学院国際社会科学研究科
- 神戸大学大学院国際協力研究科
- 埼玉大学人文社会科学研究科文化環境専攻
- 国際基督教大学教養学部（開発研究メジャー）
- 京都産業大学外国語学部・国際関係学部　国際関係学科
- 国際基督教大学大学院行政学研究科
- 広島大学大学院人間社会科学研究科
- 名古屋大学大学院国際開発研究科
- 独立行政法人日本貿易振興機構(ジェトロ)アジア経済研究所・開発スクール(IDEAS)
- 杏林大学大学院国際協力研究科
- 日本福祉大学大学院国際社会開発研究科
- 鹿屋体育大学大学院スポーツ国際開発学共同専攻
- 立命館アジア太平洋大学アジア太平洋学部
- 立命館大学国際関係学部国際関係学科国際協力開発プログラム

## 開発学・国際開発学が学べる大学・大学院の世界ランキング
イギリスのＱＳ（クアクアレリ・シモンズ）社は、全科目の総合ランキングとともに学部・分野別の世界ランキングを公表しているが、開発学についても、2021年度の世界ランキングを公表した。ベスト５は以下のとおり。1: University of Sussex (英) 2: University of Oxford (英) ３：Harvard University (米) ４：London School of Economics and Political Science (英) ５：SOAS University of London (英) 